# Raslången
Raslången er en sø på grænsen mellem Skåne og Blekinge. Søens største  ø hedder Kion. Andre mindre øer er Ola Jeppson (privatejet) og Furon (fuglereservat om sommeren). Raslången er næringsfattig og omgivet af skov. Den er beliggende 73,2 moh.
Sammen med de tilstødende søer Immeln, Filkesjön og Halen udgør Raslången et omfattende område for kanosejlads. Der findes kanoudlejning i både Immeln og Olofström.